# BD-17 63
BD-17 63 (HIP 2247 / G 158-84 / SAO 147293) es una estrella situada en la constelación de Cetus, el monstruo marino. Conocida por su designación en el catálogo Bonner Durchmusterung, tiene magnitud aparente +9,63, no siendo visible a simple vista. Visualmente se encuentra equidistante de la brillante Deneb Kaitos (β Ceti) y de 6 Ceti. En 2008 se anunció el descubrimiento de un planeta extrasolar orbitando alrededor de BD-17 63.
Situada a 113 años luz del sistema solar, BD-17 63 es una enana naranja de tipo espectral K5V con una temperatura efectiva de 4714 K. Su radio es el 69% del que tiene el Sol y brilla con una luminosidad equivalente al 21% de la luminosidad solar. Es por tanto una estrella semejante a 61 Cygni A o a ε Indi, pero considerablemente más alejada que estas.
La metalicidad de BD-17 63, dato estrechamente relacionado con la presencia de sistemas planetarios, es comparable a la solar ([Fe/H] = -0,03). Gira sobre sí misma más lentamente que el Sol, con una velocidad de rotación estimada de 1,5 km/s, a la que corresponde un período de rotación de 39 días. Tiene una masa de 0,74 masas solares y una incierta edad de 4300 ± 4000 millones de años.
La estrella BD-17 63 se llama Felixvarela. El nombre fue seleccionado por Cuba en la campaña NameExoWorlds, durante el centenario de la UAI. Félix Varela (1788-1853) fue el primero en enseñar ciencias en Cuba.

## Sistema planetario
En 2008 se descubrió un planeta extrasolar masivo en órbita alrededor de BD-17 63. Denominado BD-17 63 b, tiene una masa mínima cinco veces mayor que la de Júpiter. Se mueve a una distancia media de 1,34 UA respecto a la estrella —un 34% más alejado que la Tierra del Sol—, si bien su órbita es notablemente excéntrica (ε = 0,54). Su período orbital es de 656 días (1,80 años).
| Acompañante (En orden desde la estrella) | Masa (MJ)    | Período orbital (días) | Semieje mayor (UA) | Excentricidad |
| ---------------------------------------- | ------------ | ---------------------- | ------------------ | ------------- |
| BD-17 63 b                               | > 5,1 ± 0,12 | 655,6 ± 0,6            | 1,34 ± 0,02        | 0,54 ± 0,005  |